# Циба Михайло Євгенович
Михайло Євгенович Циба (18 січня 1928, Олексіївка — пом.16 лютого 2017, Одеса) — український письменник, кінодраматург. Член Національної спілки письменників України.

## Біографія
Народився 18 січня 1928 року в селі Олексіївка Новоайдарського району Луганської області. 
Після закінчення школи працював у колгоспі причіплювачем, трактористом, обліковцем тракторної бригади. 
З 1948 року перебував у лавах Радянської Армії. Закінчивши Ленінградське військове училище зв'язку, тривалий час служив офіцером повітряно-десантних військ. 
Цивільну освіту здобував у Всесоюзному державному інституті кінематографії.
Працював сценаристом на Ялтинській та Одеській кіностудіях. 
Помер на 90-му році життя 16 лютого 2017 року в Одесі. Урна з прахом перебуває у колумбарії Новоміського кладовища.

## Літературна творчість
Автор романів «На зламі», «Марко Хорунжий», «Солдатки», «По той бік екрану», а також збірок «Бесстыжая», «Обратный путь дороже», «Син приїздив». 

## Фільмографія
- За мотивами романів М. Є. Циби знято художні фільми «Солдатки» (1977, реж. Валентин Козачков) і «Колесо історії» (1981, реж. Станіслав Клименко).

- Редактор фільмів:
  - «Мрії назустріч» (1963)
  - «Якщо є вітрила» (1969)
  - «Посилка для Світлани» (1974)
  - «Капітан Немо» (1975, т/ф, 3 с, у співавт.) та ін.